# 寺田晴名
寺田 晴名（てらだ はるな、11月7日 - ）は、日本の女性声優。岐阜県出身。WonderSpace所属。旧名義は澤田 晴名。

## 経歴
2017年、11月1日よりスワロウの所属となった。
2022年、10月31日を持ってスワロウを退所し
、11月1日からWonderSpaceに移籍した。

## 人物
特技は横笛。

## 出演
太字はメインキャラクター。

### テレビアニメ
2017年
- 潔癖男子!青山くん（女子、女子生徒、白鳥、細野彩）

2018年
- 怪獣娘 〜ウルトラ怪獣擬人化計画〜（マガバッサー）
- Cutie Honey Universe（美女、イカ、Re:ブレストクロー）
- レイトン ミステリー探偵社 〜カトリーのナゾトキファイル〜（人形たち、子供たち）
- 少女☆歌劇 レヴュースタァライト（B組小道具、B組生徒A）
- 人外さんの嫁（生徒、女子生徒）

2019年
- 臨死!!江古田ちゃん（客D）

2020年
- 八十亀ちゃんかんさつにっき シリーズ（2020年 - 2022年、リカちゃん先生、通行人B、アナウンス、女） - 3シリーズ
- SHOW BY ROCK!! ましゅまいれっしゅ!!（ミューモン）

2021年
- 弱キャラ友崎くん（チームメイト）
- 闘神機ジーズフレーム（オリビア・マクレーン）
- BanG Dream! ガルパ☆ピコ ふぃーばー!（先生、女、メイド）

2022年
- CUE!（舞花の弟、観客）
- 異世界迷宮でハーレムを（美人騎士）
- 恋愛フロップス（キャスター）

2023年
- もういっぽん!
- 君は放課後インソムニア（先生、女子生徒、お姉さん）
- BanG Dream! シリーズ（2023年 - 2025年、花女教師、自動アナウンス、羽丘教師、スタッフB、親族A 他） - 2シリーズ
- 聖剣学院の魔剣使い（ディーグラッセ・アルト、ウェイトレス、リーセリア母、母親）

2024年
- 魔都精兵のスレイブ（訓練生）
- 狼と香辛料 MERCHANT MEETS THE WISE WOLF（村人、領主の妻、街の人々、クレメンスの住人、ディアナの使い）
- ハミダシクリエイティブ（ギャルB、華道部部員）
- ひとりぼっちの異世界攻略（査定員、図書委員）

2025年
- 片田舎のおっさん、剣聖になる（スレナ母、キネラ・ファイン）
- ぬきたし THE ANIMATION（水無瀬先生、モブ）

### 劇場アニメ
- 劇場版 BanG Dream! Episode of Roselia I：約束（2021年、羽丘女子学園生徒会長、紗夜のバンドメンバー）
- DEEMO サクラノオト -あなたの奏でた音が、今も響く-（2022年、生徒）
- 大室家（2024年、先生、母親） - 2作品[一覧 3]

### Webアニメ
- ケンガンアシュラ（2019年、秋山桜）

### ゲーム
2017年
- Q&Qアンサーズ（セイレーン）
- 結城友奈は勇者である 花結いのきらめき

2018年
- 極光のレムリア
- モン娘☆は〜れむ（マガバッサー）

### ドラマCD
- 楠芽吹は勇者である

### 吹き替え

#### 映画
- フッド: ザ・ビギニング

#### ドラマ
- エレメンタリー ホームズ&ワトソン in NY
- MR. ROBOT/ミスター・ロボット
- 刑事ルーサー
- ビッグ・ショーのファミリー・ショー（2020年、マンディ〈リリー・ブルックス・オブライアント〉）

### 特撮
- ウルトラマンR/B（2018年、変身怪人ピット星人の声）

### 舞台
- 七人の塚子（2018年、新宿THEATER BRATS）
- 塚子 THE FINAL（2019年、アトリエファンファーレ東池袋）
- 八百長入門（2023年、シアター711）[20]

### CM
- 株式会社ビバリ―「パチェリエ」（ナレーション）

### 司会
- ゲームの電撃 感謝祭 2017＆ 電撃文庫 春の祭典 2017＆電撃コミック祭2016「結城友奈は勇者である」シリーズステージ
- AnimeJapan 2016「結城友奈は勇者である -鷲尾須美の章-」ステージ
- 劇場版「結城友奈は勇者である -鷲尾須美の章-」舞台挨拶
- 映画「君と、徒然」舞台挨拶

### シリーズ一覧
1. ↑  第2期『2さつめ』（2020年）、第3期『3さつめ』（2021年）、第4期『4さつめ』（2022年）
2. ↑  『It's MyGO!!!!!』（2023年）、『Ave Mujica』（2025年）
3. ↑  第1作『dear sisters』（2024年）、第2作『dear friends』（2024年）